# 正常國家促進會
正常國家促進會（簡稱正國會）是臺灣政黨民主進步黨內派系之一。正國會主張正常國家化，而在黨內穩定運作。
正國會創辦者為民進黨前黨魁游錫堃，現時掌舵者為外交部部長林佳龍。
2024年7月21日，民進黨召開全代會，原該派陳亭妃硬參選中常委，而何文海、陳怡君配合運作，撕裂該派合議，三人全除名。

## 起源
正國會大宗是親游人士改組。前立委陳昭南被中評社訪問時回想，2006年游接黨魁，設置諮詢室問他；後游提出《正常國家決議文》，就把他以前在海外臺獨運動的概念，跟林佳龍的想法，後組織為現今正國會。

## 代表人物
除榮譽代表游錫堃外，正國會要員有：
- 林佳龍[9]：外交部部長，派系實質「掌門」者
- 林右昌：前民進黨秘書長
- 楊懿珊：駐美副代表
- 劉建忻：考試院秘書長
- 卓冠廷：民進黨發言人
- 李坤城：立法委員（新北市）
- 吳琪銘：立法委員（新北市）
- 林岱樺：立法委員（高雄市）
- 陳俊宇：立法委員（宜蘭縣）
- 陳秀寳：立法委員（彰化縣）
- 黃秀芳：立法委員（彰化縣）
- 楊曜：立法委員（澎湖縣）
- 陳瑩：立法委員（原住民族）[10]
- 王義川：立法委員（不分區）[11]

## 黨內選舉紀錄
2016年7月17日，民進黨舉行第17屆全代會，正國會在30席中執委佔6席；10席票選中常委，在19席中常委佔3席。下表示近年該派別在黨內的選舉成績：
| 年度 | 選舉名稱       | 中央常務委員 | 中央執行委員 | 中央評議委員 |
| ---- | -------------- | ------------ | ------------ | ------------ |
| 2016 | 第17屆黨職選舉 | 2 / 10       | 6 / 30       | 2 / 11       |
| 2018 | 第18屆黨職選舉 | 2 / 10       | 5 / 30       | 2 / 11       |
| 2020 | 第19屆黨職選舉 | 2 / 10       | 5 / 30       | 2 / 11       |
| 2022 | 第20屆黨職選舉 | 2 / 10       | 6 / 30       | 2 / 11       |
| 2024 | 第21屆黨職選舉 | 1 / 10       | 3 / 30       | 1 / 11       |

## 地方議會
- 台中市：至2024年12月為止，除去遭派系除名的李天生、何文海不計，正國會在當屆台中市議會仍有6席，包括江肇國（中西區）、周永鴻（潭雅神）、張家銨（大烏龍）及蔡耀頡（太平）等[12]。